# Antoine Rougé
Pour les articles homonymes, voir Rougé (homonymie).
Le baron Antoine Rougé, né le 20 février 1763 à Cap-Français (Saint-Domingue), mort le 17 octobre 1831 à Saint-Orens-de-Gameville (Haute-Garonne), est un général de brigade de la Révolution française

## Biographie
Volontaire en 1777, dans un bataillon qui est formé de divers détachements du régiment de Foix et autres en Amérique, et à qui l'on donne le nom de 3e bataillon de Hainaut, il est licencié en 1782. 
Il reprend du service le 15 avril 1792, comme lieutenant-colonel en second au 7e bataillon de volontaires de la Haute-Garonne. En 1793-1794, il sert à l'armée des Pyrénées orientales, comme commandant en chef des chasseurs de la division du centre, et il est nommé chef de brigade le 25 septembre 1793. Le 21 novembre 1794, il est promu général de brigade provisoire par les représentants en mission Pierre Delbrel et Jean Vidal. Affecté à la division Beaufol le 25 février 1795, puis dans la division Hacquin le 7 juin 1795, il est confirmé dans son grade le 13 juin 1795. Le 14 juin suivant, il combat sur la Fluvià, puis il prend le commandement du département des Pyrénées orientales, et il démissionne le 22 mai 1796.
Il se rapproche des Royalistes. Il est candidat aux élections législatives de 1799, mais il est battu par les Jacobins. 
Le 8 juin 1799, il prend, avec le comte Jules de Paulo, la tête des insurgés royalistes de la région toulousaine. Mais les deux hommes ne parviennent pas à s'emparer de Toulouse le 6 août 1799, ils s'entendent mal et sont complètement battus à la bataille de Montréjeau le 20 août 1799. Passé en Espagne, puis au Portugal et en Angleterre, Antoine Rougé rentre en France fin mars 1802. Assigné à résidence à Toulouse, sous la surveillance de la police jusqu'en 1814. 
Louis XVIII lui accorde la croix de Saint-Louis le 5 septembre 1814, et le nomme provisoirement le 2 août 1815, commandant du département de Tarn-et-Garonne. Le 2 novembre 1815, il est remis en activité avec son grade pour être employé comme lieutenant de roi de 2e classe, et le 2 décembre il est employé en cette qualité à Marseille. Le 29 octobre 1817, il est mis en non activité au traitement d'expectative de demi-solde, et il est admis au traitement de disponibilité le 1er avril 1820. Il est promu officier de l'ordre national de la Légion d'honneur le 23 mai 1825, et il est mis au traitement de réforme le 1er septembre 1830.
Il meurt à Saint-Orens-de-Gameville, près de Toulouse le 17 octobre 1831.